# Adam Haldane-Duncan (2e comte de Camperdown)
Adam Haldane-Duncan, 2e comte de Camperdown (25 mars 1812-30 janvier 1867), titré vicomte Duncan entre 1831 et 1859, est un noble et homme politique britannique.

## Biographie
Né à Édimbourg, Adam Duncan fait ses études au Collège d'Eton et au Trinity College de Cambridge. Il entre au Parlement pour la première fois en tant que député de Southampton en 1837, siège qu'il occupe jusqu'en 1841, date à laquelle il est élu à Bath. Il quitte le Parlement entre 1852 et 1854, puis est élu pour le Forfarshire. Il occupe ce siège jusqu'à ce qu'il entre à la Chambre des lords en 1859 à la mort de son père, le premier comte. Son fils Robert lui succède. Il a deux autres enfants, George et Julia (en) qui est une artiste remarquable.
Lord Camperdown est décédé le 30 janvier 1867 à l'âge de 54 ans.